# منهت، منوی و میرتی
مِنهِت، منوی و میرتی (انگلیسی: Menhet, Menwi and Merti) که به ترتیب به صورت‌های منهاتا، منوای و ماروتا نیز نوشته می‌شوند، سه همسر فرعی خارجی‌زاده فرعون تحوتموس سوم در دودمان هجدهم مصر بودند. این سه نفر به خاطر مقبره سنگی آنها در وادی جبانه القرود نزدیک اقصر در مصر که به طرز چشمگیری تزئین شده است، شناخته می‌شوند. پیشنهاد شده است که آنها اهل سوریه بوده‌اند، چرا که نام‌هایشان با الگوهای نام‌گذاری کنعانی مطابقت دارد، هرچند خاستگاه دقیق آنها مشخص نیست. احتمالاً منشأ سامی غربی دارند، اما برخی منابع نیز منشأ هوری را برای «مِنوی» پیشنهاد کرده‌اند. هرکدام از این همسران لقب رسمی «همسر پادشاه» را داشتند و احتمالاً فقط اعضای فرعی حرمسرا بودند. مشخص نیست که آیا این زنان با هم ارتباط خانوادگی داشتند یا خیر، زیرا صورت‌های روی درپوش‌های گلدان‌های کانوپی آنها متفاوت است.

## زندگی و جایگاه
اگرچه هیچ مدرکی از این سه زن خارج از مقبره‌شان یافت نشده است، منهت، منوی و مرتی اولین زن‌های خارجی شناخته‌شده در دربار سلطنتی مصر هستند. خاستگاه آنها نامعلوم است، اما با توجه به اینکه نام‌هایشان با الگوهای نام‌گذاری کنعانی تطابق دارد، منشأ سامی غربی محتمل‌ترین است. همچنین منشأ هوری نیز برای «منوی» پیشنهاد شده است. هربرت وینلاک پیشنهاد کرده است که این زنان دختران حکام سوریه بوده‌اند، و این احتمال وجود دارد که یکی از این زنان همان «دختر شاه بزرگ» باشد که در سالنامه‌های تحوتموس سوم سوم ذکر شده و او را در سال ۴۰ حکومتش از شهر باستانی «ریتنو» (در سوریه) به مصر آورده است. با این حال، سبک اولیه سفالگری و وجود نام‌های حتشپسوت و تحوتموس سوم بر روی اشیاء موجود در مقبره آنها، همراه با ذکر تنها یک شاهزاده خارجی، باعث می‌شود که شناسایی منهت، منوی یا مرتی به عنوان این زن خارجی که در اواخر دوره حکمرانی تحوتموس سوم وارد مصر شده، بعید به نظر برسد. این سه زن احتمالاً در شمال مصر زندگی می‌کردند، شاید در هر باستانی «غراب» نزدیک منف که محل سکونت زنان حرمسرا بود. به نظر می‌رسد که همسران خارجی با همسران مصری به‌طور متفاوتی رفتار می‌شده‌اند، چرا که منهت، منوی و مرتی در مقبره همسرشان، به تصویر کشیده نشده‌اند، در حالی که همسران با همان عنوان در مقبره‌ها به تصویر کشیده شده‌اند. با این حال، این ممکن است به دلیل این باشد که این زنان مدت‌ها پیش از تزئین مقبره فوت کرده‌اند. این سه زن فاقد مقام نبودند، زیرا به آنها عنوان رسمی «همسر پادشاه» داده شده است و نه صرفاً «همسر» یا «بانوی نجیب». حداقل یکی از این زنان دارای مقام دینی بود که با توجه به دیهیم با نقش آهو و سیستروم (جغجغه سیمی نیایشی) که در احتمالاً از مقبره به دست آمد، این امر تأیید می‌شود.
منهت، منوی و مرتی در وادی جبانه القرود دفن شدند، که منطقه‌ای بود که به عنوان گورستان زنان سلطنتی و کودکان در دوران ابتدایی دودمان هجدهم مصر استفاده می‌شد. گور آنها نزدیک به مقبره صخره‌ای است که برای حتشپسوت به عنوان ملکه اصلی تحوتموس سوم در نظر گرفته شده بود. آنها به وضوح به شیوه مصری دفن شده‌اند و با کالاهای تدفینی مصری دفن گردیده‌اند. دلایل مرگ آنها نامعلوم است، زیرا نفوذ آب به داخل مقبره در طول زمان باعث تجزیه تابوت‌ها و مومیایی‌های آنها شده است.
باستان‌شناس هربرت ای. وینلاک پیشنهاد می‌کند که با توجه به موقعیت غیرقابل دسترس مقبره، این سه زن ممکن است در یک مراسم تدفینی واحد دفن شده باشند، که شاید نشان‌دهنده این باشد که آنها به‌طور همزمان مُرده‌اند، احتمالاً در اثر یک بیماری واگیر. با این حال، پیشنهاد او مبنی بر اینکه آنها به دلیل توطئه‌ای در حرمسرا اعدام شده‌اند، بعید به نظر می‌رسد، زیرا آنها با هدایای سلطنتی گران‌بها که نام پادشاه بر آنها حک شده بود، دفن شدند. اکنون احتمال می‌رود که دفن آنها به صورت تدریجی و یک به یک انجام شده باشد. اشیاء تدفینی آنها به نظر می‌رسد که همگی در یک زمان ساخته شده‌اند. این امر همراه با موقعیت مقبره آنها و وجود نام حتشپسوت مرگ و تدفین آنها را در اوایل تا اواسط دوران حکمرانی تحوتموس سوم قرار می‌دهد، احتمالاً بین سال‌های ۷ تا ۲۲ حکومتش.

## مقبره

### مکان و چیدمان
مقبره که به‌طور رسمی با عنوان «مقبرهٔ وادی دی ۱» شماره‌گذاری شده است، در رأس «وادی دی» در وادی جبانه القرود واقع در جنوب‌غربی دره پادشاهان قرار دارد. این منطقه «دور از دسترس و کم‌رفت‌وآمد» از مقبره‌های تِبِسی، که بخشی از وادی‌های غربی نزدیک دره ملکه‌ها است، در دوران دودمان هجدهم مصر به عنوان گورستانی برای ملکه‌ها و فرزندان سلطنتی مورد استفاده قرار گرفته بود. مقبره در پایه صخره عمودی به ارتفاع ۳۰ متر (۹۸ فوت) از سطح دره در شکاف باریکی به ارتفاع ۱۰ متر (۳۳ فوت) بر روی سطح دره کنده شده است. مکان به گونه‌ای است که «دهانه شکاف به‌طور کامل برای کسانی که در پایین ایستاده‌اند غیرقابل دسترس است و همچنین برای کسانی که در بالا قرار دارند، مگر اینکه آنها با طناب آمده باشند تا خود را از روی صخره‌های خطرناک پایین بیاورند.» مقایسه‌هایی با مقبره کنده‌شده برای حتشپسوت به عنوان همسر سلطنتی بزرگ در وادی اِی، مقبره‌ای در وادی سی که احتمالاً متعلق به نفرو رع بوده است و مقبره تحوتموس سوم انجام شده است، چرا که تمام این مقبره‌ها در ارتفاعات بلند در دیواره‌های صخره‌ای دره‌های تنگ و شیب‌دار کنده شده‌اند.
طرح مقبره ساده است و از یک استوانه (تونل) عمودی کوتاه به عرض ۱٫۵ متر (۴٫۹ فوت) و عمق ۴ متر (۱۳ فوت) تشکیل شده که به یک راهرو پایین‌رونده به طول ۱۲ متر (۳۹ فوت) منتهی می‌شود. محمد حمد، یکی از کشف‌کنندگان محلی، به یاد می‌آورد که در ابتدا در دو طرف راهرو مسدودکنندهٔ دست‌تخورده‌ای وجود داشت. راهرو به سمت راست باز می‌شود و به یک اتاق واحد به ابعاد ۷٫۵ در ۵ متر (۲۵ فوت × ۱۶ فوت) با ارتفاع ۱٫۵–۲ متر (۴٫۹–۶٫۶ فوت)  منتهی می‌شود. هیچ چاه آبی در آن وجود ندارد. وینلاک در بازدید خود در دهه ۱۹۲۰ اشاره کرد که سقف هر دو اتاق و راهرو فرو ریخته بود. مقبره به‌طور کامل بدون تزئین است.

## کشف و کاوش‌ها

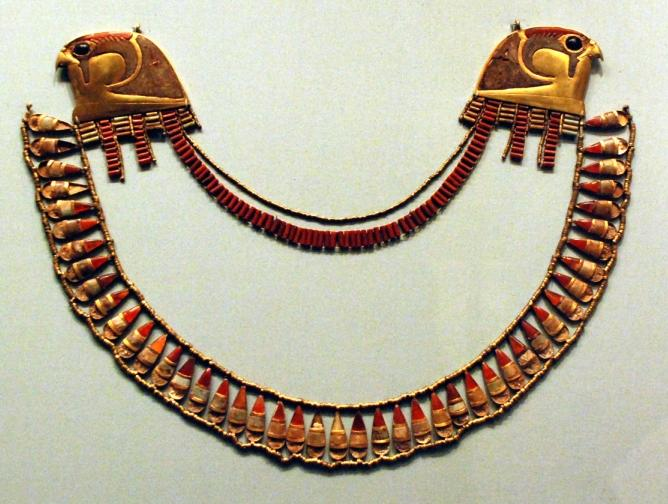
گردن‌آویز یقه‌ای پهن با پایانه‌های سر شاهین از مقبره سه همسر تحوتموس سوم

مقبره توسط اهالی محلی القرنه در حدود ۷ اوت ۱۹۱۶ کشف شد. باستان‌شناس ارنست مک‌کی که در حال بررسی مقبره‌های خصوصی در منطقه مقبره‌های تِبِسی بود، شایعاتی شنید که یک کشف قابل توجه از جواهرات در وادی جبانه القرود انجام شده است و بلافاصله بازرس آثار باستانی، توفیق بوطروس، را مطلع کرد؛ مک‌کی به مقبره رفت و همچنین چندین نامه نوشت تا آلن گاردینر، مصرشناس انگلیسی، را مطلع کند. توفیق بوطروس تمام تلاش خود را کرد تا دزدان را شناسایی کرده و مجوز حفاری را از مقامات دریافت کند. او مردان متهم را به اُقصُر برد و خانه‌هایشان مورد بازرسی قرار گرفت؛ با این حال، هیچ مدرکی پیدا نشد و اتهامات باید رد می‌شد. مجوز حفاری در ۲ سپتامبر صادر شد و حفاری تحت سرپرستی محمد چابان از ۱۴ تا ۲۸ سپتامبر انجام شد. اشیاء کوچکی از جمله فلزات، سنگ و جواهرات در فهرست موزه مصر در قاهره ثبت شد.
در سال‌های ۱۹۱۶–۱۹۱۷ هاوارد کارتر برای بررسی دماغه و شکاف وادی به منظور پیدا کردن نشانه‌هایی از حفاری‌های دیگر در منطقه وسیع‌تر، به تحقیق پرداخت. هرچند او شکاف پر از سنگ را در بالای ورودی مقبره به عنوان «محل بسیار محتملی» برای حفاری یافت، اما چند ساعت کار نشان داد که هیچ چیزی در آنجا یافت نمی‌شود.
در اکتبر ۱۹۸۸، موزه هنر متروپولیتن یک حفاری در مقبره و اطراف آن انجام داد به منظور نقشه‌برداری رسمی از مقبره و تعیین صحت گزارش‌های قبلی. حفاری بیشتر روی مقبره، سکوی آن و سر وادی پایین تمرکز داشت. راهروی نزولی که به‌طور تقریبی کنده شده بود، طی سال‌های گذشته تا حدودی با خاک و واریزه پر شده بود و تنها ۱ متر (۳٫۳ فوت) فضا برای عبور باقی مانده بود. چندین خفاش در سقف ویران شده اتاق دفن مستقر شده بودند. باقی‌مانده‌های فراعنه محدود به سفال، قطعات ظروف سنگی، مهره‌ها و تکه‌های شیشه بودند. مقادیر زیادی سفال، شامل حدود ۱۲۰ ظرف، در زیر مقبره، در رأس وادی یافت شد؛ این سفال‌ها احتمالاً در ابتدا در اتاق دفن قرار داشتند. نشانه‌هایی از فعالیت‌های مدرن نیز هم در سکوی مقبره و هم در خود مقبره دیده شد، از جمله زباله‌ها و یک گرافیتی با تاریخ ۱۹۵۷ که روی دیواره‌های صخره‌ای سکوی مقبره دیده شد، و سبدهایی از جنس لاستیک و کاه، به همراه دو داس که در راهرو یافت شدند. لکه‌های دود روی سقف اتاق دفن نشان‌دهنده آتش‌های دزدان بود. یک مقبره کوچک به‌طور تقریبی کنده شده در رأس وادی کشف شد. این مقبره شامل تکه‌های ناقص ظروف سنگی و مهره‌هایی بود که با اشیاء موجود در مقبره همسران تطابق داشت؛ پیشنهاد شده است که این مقبره ممکن است یک دفن جداگانه باشد یا صرفاً محلی برای جدا کردن اشیاء توسط دزدان باشد.

## محتویات

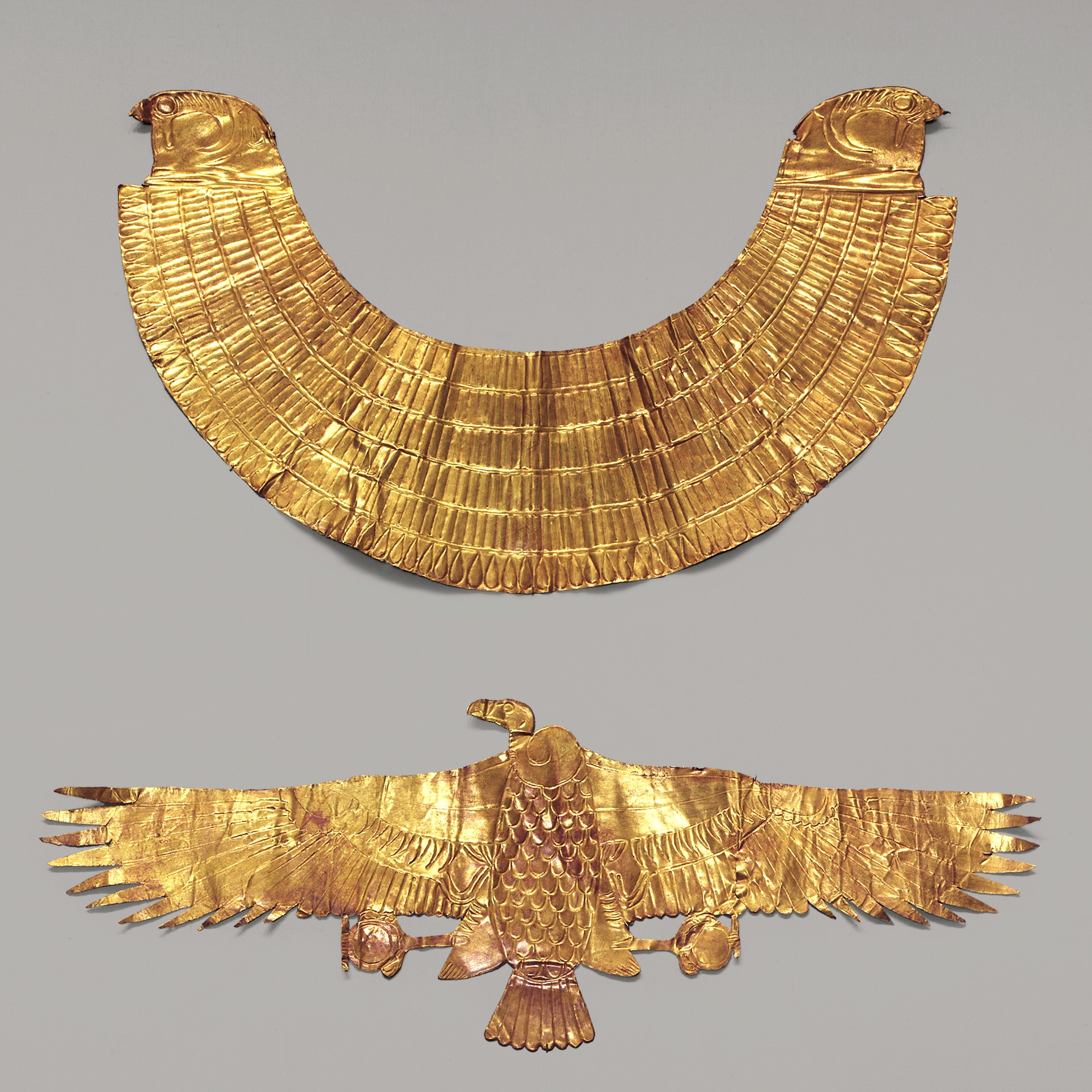
گردن‌آویز یقه‌ای پهن ورقه‌ای، حکاکی شده با طلا و با پایانه‌های سر شاهین و سینه کرکس

اطلاعات اندکی در مورد وضعیت اولیه مقبره وجود دارد، اما تصور می‌شود که این مقبره شامل سه مومیایی سالم بوده است. محمد حمد به یاد می‌آورد که اشیاء به‌طور منظم روی یک لایه از تراشه‌های سنگ آهک چیده شده بودند و تنها با قطعات سقف فرو ریخته دفن شده بودند. تابوت‌ها که هاوارد کارتر آنها را مجموعه‌ای از سه تابوت تو در تو توصیف کرده بود، کنار هم قرار داشتند و سرهایشان به سمت دیوار جنوبی بود، و «کاملاً توسط رطوبت پوسیده شده بودند.» تنها اشیاء طلا و سنگی سالم مانده بودند، زیرا چوب و مومیایی‌ها به دلیل رطوبت «از نفوذ آب از طریق صخره‌های بالای مقبره» از بین رفته بودند. با این حال، ظاهر کلی و ماهیت دفن آنها را می‌توان از اشیاء باقی‌مانده بازسازی کرد.
با وجود اینکه همگی این زنان از نژاد بیگانه بودند، تمامی همسران در سبک مصری دفن شدند. مومیایی‌های آنها با طلسم‌های سنگی قلب همراه بودند که با فصل ۳۰بی کتاب مردگان حکاکی شده بود. این حکاکی‌ها از جنس مذکر استفاده می‌کنند، که نشان می‌دهد احتمالاً این اشیاء به صورت استاندارد و نه سفارشی برای این زنان ساخته شده بودند. در گردن آنها یک مهره سرامیکی عقیق جگری به همراه یک سیم طلایی و یک گردنبند از مهره‌های گرد کوچک از جنس سفال لعاب‌دار قرار داشت. در سراسر سینه و تنه آنها یک گردنبند پهن با سرهای شاهین در انتها، یک زره سینه از شاهین، و یک نوار تعویذ به همراه داشتند که همگی از ورق طلای حکاکی شده بودند. این اشیاء در داخل بانداژهای هر مومیایی قرار گرفته بودند، همان‌طور که بر روی مومیایی توت‌عنخ‌آمون دیده شده بود. هر انگشت دست و انگشت پای آنها با یک حلقه طلایی تزئین شده بود، که اولین نمونه‌هایی هستند که تاکنون پیدا شده‌اند. در پای آنها صندل‌های طلای ورقه‌ای با بندهای پهن و طراحی‌های گل‌های رز و لوزی حکاکی شده روی کف‌های صندل قرار داشت، که احتمالاً شبیه صندل‌های چرمی بودند. این صندل‌ها با نمونه‌های دیگر از دوران پادشاهی نوین مصر متفاوت بودند، اما مشابه صندل‌هایی بودند که مومیایی پسوسنس یکم پوشیده بود. اندام‌های داخلی آنها در یک مجموعه از چهار کوزه کانوپی سنگ آهکی با درپوش‌های سر انسانی قرار داشتند، متنی که روی درپوش‌ها حکاکی شده و با رنگدانه‌های آبی پر شده بود. با توجه به وجود تکه‌هایی از رنگ و ورق طلا، احتمالاً اندام‌های مومیایی شده به شکل مومیایی‌ها ساخته شده و با نقاب‌های کارتونیج قرار داده شده بودند.
در مقبره بسیاری از کوزه‌ها، ظروف و وسایل از مواد مختلف و برای مقاصد مختلف وجود داشت. هر یک از همسران یک ظرف نقره‌ای داشتند که برای هرکدام حکاکی شده بود؛ این ظروف احتمالاً هدیه‌ای از طرف پادشاه بودند و برای آیین افشانش آب استفاده می‌شدند. بیش از چهل کوزه سنگی و کاسه‌های مختلف با اشکال و اندازه‌های متفاوت برای پماد و لوازم آرایشی شناخته شده است که برخی از آنها با نام‌های تحوتموس سوم و حتشپسوت حکاکی شده و برخی دیگر لبه‌های طلایی داشتند. دستکم یک ظرف شیشه‌ای احتمالاً به مصر وارد شده بود. دیگر وسایل آرایشی شامل دو آینه با دسته‌هایی به شکل سر ترکیبی حاثور و پاپیروس گل‌آذین بودند. هر دو آینه دسته‌هایی از ورق طلا بر روی چوب (که تجزیه شده بود) داشتند و آینه‌ها از نقره ساخته شده بودند. آینه بزرگ‌تر دارای چشم‌های جاسازی‌شده بود، در حالی که آینه کوچک‌تر دارای جزئیات حکاکی شده بود و با نام تحوتموس سوم حکاکی شده بود. مک‌کی روایت می‌کند که یکی از زنان به جای آینه، یک سیستروم طلایی با دسته‌ای به شکل سر حاثور و «میله‌هایی که به صدا درمی‌آمدند» داشت.

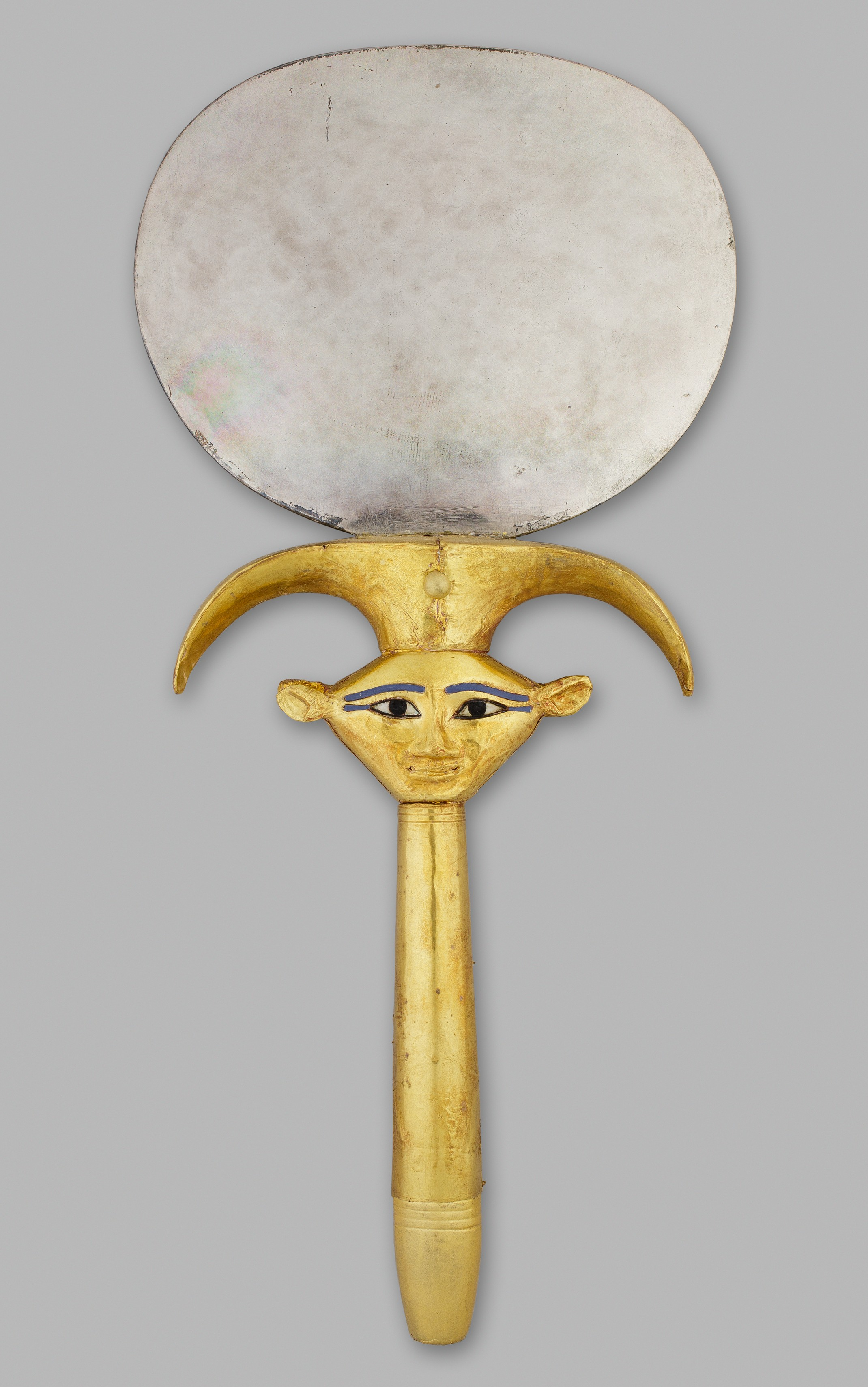
یکی از آینه ها با دسته نشان حاثور

در مورد جواهرات دقیق موجود در مقبره، ابهاماتی وجود دارد زیرا بیشتر آنها از بازار هنر به‌دست آمده‌اند و اغلب با منبع مشخصی شناخته نمی‌شوند. بیشتر این اشیاء در سه نسخه موجود بودند، به‌ویژه آنهایی که به‌طور خاص برای مراسم تشییع جنازه ساخته شده بودند. دو سربند طلایی از مقبره شناخته شده است که آشکارترین آنها یک دیهیم است که طراحی پیچیده‌ای از گل‌های رز و دو سر غزال دارد. آثار استفاده از این قطعه نشان می‌دهد که یکی از زنان در دوران حیات خود آن را به‌عنوان زیورآلات پوشیده بود. دیهیم‌های غزال در هنر دوران دودمان هجدهم مصر به تصویر کشیده شده‌اند، اما هیچ دیهیم غزالی دیگری از مصر باستان باقی نمانده است. به‌نظر می‌رسد که این قطعه با الهه حاثور و زنان حرم سلطنتی مرتبط بوده باشد، زیرا در تصاویر هنری دیده می‌شود که توسط شاهزاده‌ها و زینت‌های سلطنتی پوشیده می‌شود. سربند دیگر یک پوشش بزرگ برای کلاه گیس است که دارای صفحه پایه برگ نخلی و یراق سردست و گل‌های رز آویز است، که به‌نظر می‌رسد ظاهری شبیه به یک کلاه گیس جواهراتی را ایجاد کرده است؛ چنین سربندی مشابه سربند آحمس-مریت‌آمون بر روی تابوت عظیم‌الجثه بیرونی او است. علاوه بر این، تعدادی گل رز تزئینی وجود دارد که عملکرد اصلی آنها نامشخص است، اما ممکن است نمایانگر سربند یا یقه اضافی باشند.
هر یک از همسران دستکم یک یقه پهن داشتند که سه نمونه جداگانه از آن‌ها باقی مانده است و یک جفت دستبند طلایی متحرک با تزئینات عقیق جگری و شیشه‌ای که با نام‌های تحوتموس سوم حکاکی شده‌اند. دو کمربند وجود دارد، یکی با مهره‌های انتزاعی به شکل صدف سپیدمهره و دیگری با ماهی تیلاپیا، که هر دو به الهه حاثور مرتبط هستند. کمربند سوم دیگری احتمالاً با مهره‌های صدفی انتزاعی، منبع مشخص قابل اعتمادی ندارد. همچنین دو جفت دستبند گربه‌ای با مهره‌ها، یکی با گربه‌های عقیق جگری و دیگری با شیرهای کوچک طلایی وجود دارد. از دیگر جواهرات کوچک می‌توان به جفت گوشواره‌های حلقه‌ای طلایی با دنده‌های ریز و هفت حلقه انگشتر طلایی با رکاب‌های اسکراب از طلا، لاجورد و سنگ صابون و حکاکی شده با نام تحوتموس سوم اشاره کرد؛ یکی از این انگشترها همچنین نام حتشپسوت را دارد. این انگشترها توسط لیلی‌کویست به‌عنوان بزرگ‌تر از حد معمول برای پوشیدن توسط زنان در دوران حیاتشان در نظر گرفته شده‌اند.
بسیاری از مهره‌ها و عناصر جواهرات دیگر با مقبره مرتبط هستند اما هیچ سرنخی از این که اصل آن‌ها بخشی از چه چیزی بوده‌اند، وجود ندارد، از جمله مهره‌های طلا به شکل تاورت و بس. بیشتر آثار طلا در مقبره ساخت مصر هستند، با این حال تعداد کمی از اشیاء، از جمله پوشش بزرگ کلاه گیس و مهره‌های طلا و دانه‌های گرانول‌شده ممکن است در خاور نزدیک ساخته شده باشند.

## پراکندگی

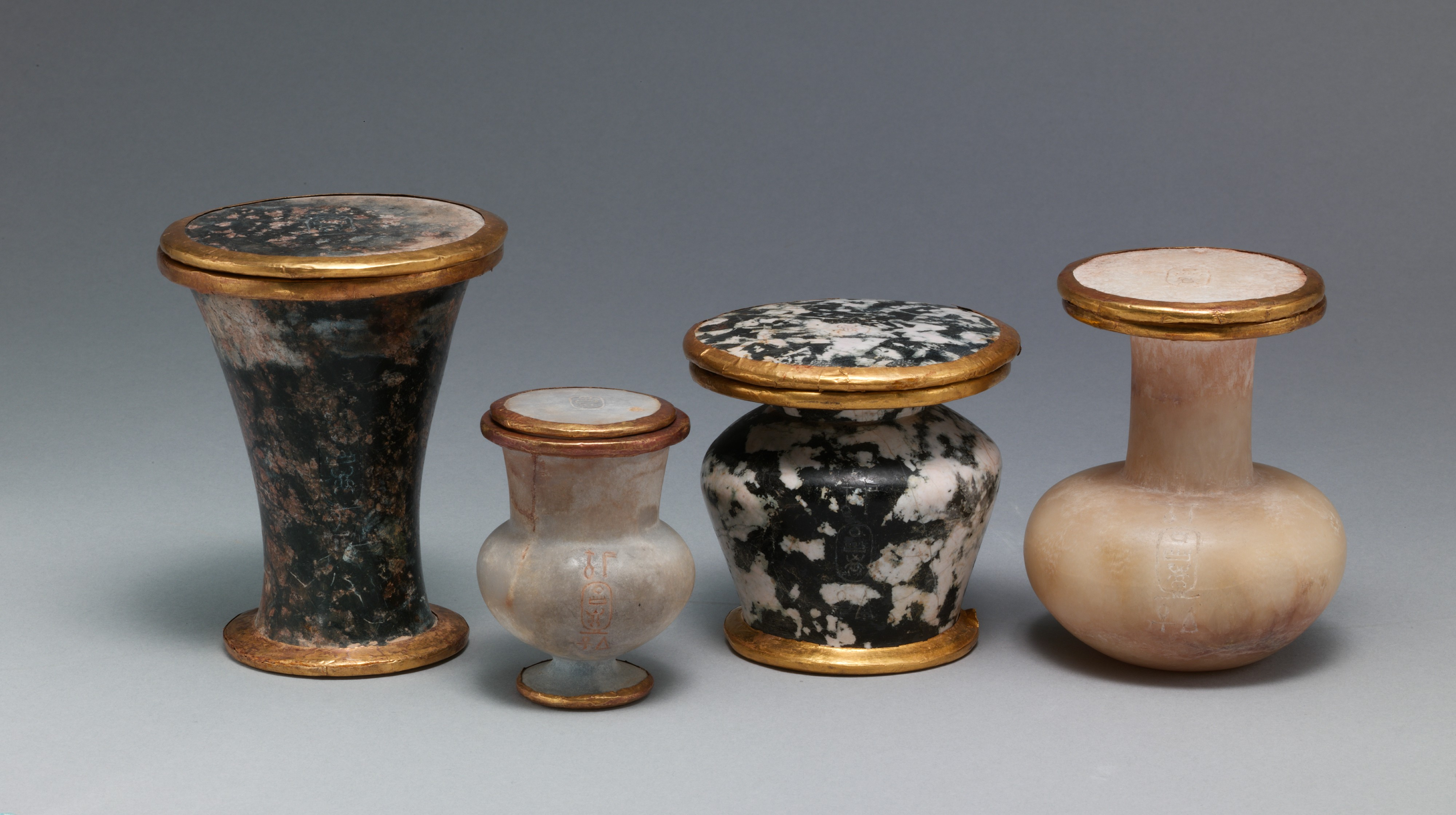
گزیده ای از ظروف سنگی با نام تحوتموس سوم

محتویات مقبره در اوت ۱۹۱۶ به‌سرعت توسط کشف‌کنندگانش جدا و پراکنده شد. طبق گفته ارنست مک‌کی، محمد محسب خریدار اشیای طلایی این مقبره بود، هرچند او هرگونه نقش و دخالت در آن را انکار کرد. اشیای مقبره در سال‌های بعد در بازار محلی عتیقه‌جات ظاهر شدند. پلاک‌های حجره‌حجره (شطرنجی) مربوط به سربند بزرگ در دسامبر ۱۹۱۶ توسط آمبروز لنسینگ در مغازه یک فروشنده شناسایی شدند. در سال ۱۹۱۷، سه مجموعه کوزه‌های کانوپی و هفت ظرف سنگی در بازار دیده شد و در سال ۱۹۱۸، پنج ظرف و جام نقره‌ای ظاهر شدند. کارتر حدود دوازده مورد از ظروف سنگی و نقره‌ای را خریداری کرد و آن‌ها را به لنسینگ فروخت؛ او همچنین سه مجموعه کوزه کانوپی و هشت ظرف سنگی، عمدتاً از آهک گچی را به نمایندگی از لرد کارناروُن خریداری کرد. وینلاک اظهار داشت که در سال‌های پس از کشف، ظروف سنگی «که آشکارا متعلق به این مقبره بودند، تقریباً در هر جای شهر (اقصر) قابل خریداری بودند.»
بیشتر اشیاء و بقایای تدفینی باقی‌مانده از این سه زن، در همان زمان از بازار عتیقه‌جات ردیابی و خریداری شد و امروزه بسیاری از آن‌ها در موزه متروپولیتن نیویورک نگهداری می‌شوند. بخش عمده‌ای از این آثار بین سال‌های ۱۹۱۸ تا ۱۹۲۲ به دست آمد. بسیاری از ظروف سنگی از طریق آمبروز لنسینگ تهیه شد، در حالی که کوزه‌ها و جواهرات دیگر به‌صورت تک‌تک و پراکنده و با ظاهر شدن آن‌ها در بازار اروپا خریداری شدند. برای خرید این قطعات با حمایت مالی چند تن از اعضای هیئت امنای موزه از جمله هنری والترز، جرج فیشر بیکر، ادوارد هارکنس و وی. اوریت میسی، به صاحبان آن‌ها مراجعه شد. قطعات دیگری نیز بین سال‌های ۱۹۵۷ تا ۱۹۸۸ از بازار بین‌المللی هنر خریداری شدند. برخی از اشیایی که گفته می‌شود منشأ آن‌ها از این مقبره بوده، در واقع آثار اصیل، اما متعلق به دوره‌ای بسیار پیش‌تر یا بعدتر بودند، در حالی که برخی دیگر که اصیل پنداشته می‌شدند، جعلیات مدرن از آب درآمدند. این موارد از مهره‌ها و طلسم‌های تکی گرفته تا بخش‌هایی از سربند و ظروف طلایی را شامل می‌شوند. این اشیاء معمولاً از نمونه‌های اصلی موجود در مقبره یا اشیای مشابه کشف‌شده در حفاری‌های دیگر کپی شده‌اند و از طریق روش‌های تولید (که ابزارها و فناوری‌های مدرن لازم دارد)، میزان خلوص طلا و سبک نگارش کتیبه‌ها، قابل شناسایی هستند.